# Anacroneuria takutu
Anacroneuria takutu är en bäcksländeart som beskrevs av Bill P.Stark 2000. Anacroneuria takutu ingår i släktet Anacroneuria och familjen jättebäcksländor. Inga underarter finns listade i Catalogue of Life.